# 卡塔庫爾干
卡塔庫爾干是烏茲別克的城市，由撒馬爾罕州負責管轄，位於該國中部，距離首府撒馬爾罕65公里，始建於1684年，海拔高度480米，2009年人口76,562。

## 历史
卡塔库尔干老城建立于1683-1684年。它是布哈拉-曼吉特王朝统治下的伯克的所在地。1868年，撒马尔罕被俄国人攻陷，布哈拉吞并了上泽拉夫尚河谷，它成为俄罗斯突厥斯坦和布哈拉酋长国的边境城市。1924年，这两个实体被苏聯解散，卡塔库尔干被并入新成立的乌兹别克苏维埃社会主义共和国。目前，它是撒马尔罕州的第二大城市。

## 特产
葡萄品种可口甘（卡它库尔甘）得名自该市。